# محمد سلیم الشکیلی
محمد سلیم الشکیلی (انگلیسی: Mohammed Slim Chekili؛ زادهٔ ۱۵ مارس ۱۹۸۵) بازیکن والیبال اهل تونس است.